# La-Silla-Observatorium
Koordinaten: 29° 15′ 23″ S, 70° 44′ 17″ W

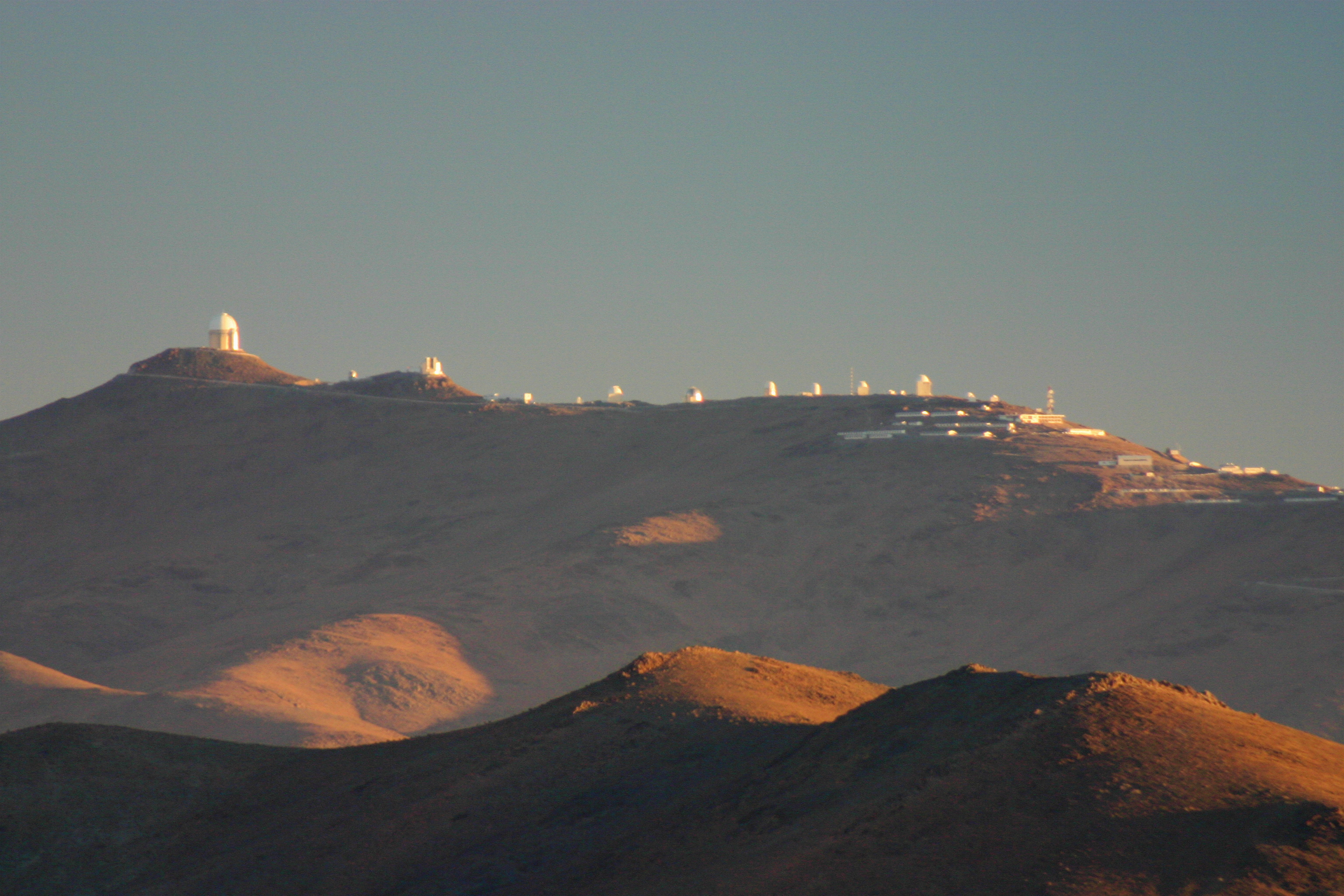
La-Silla-Observatorium

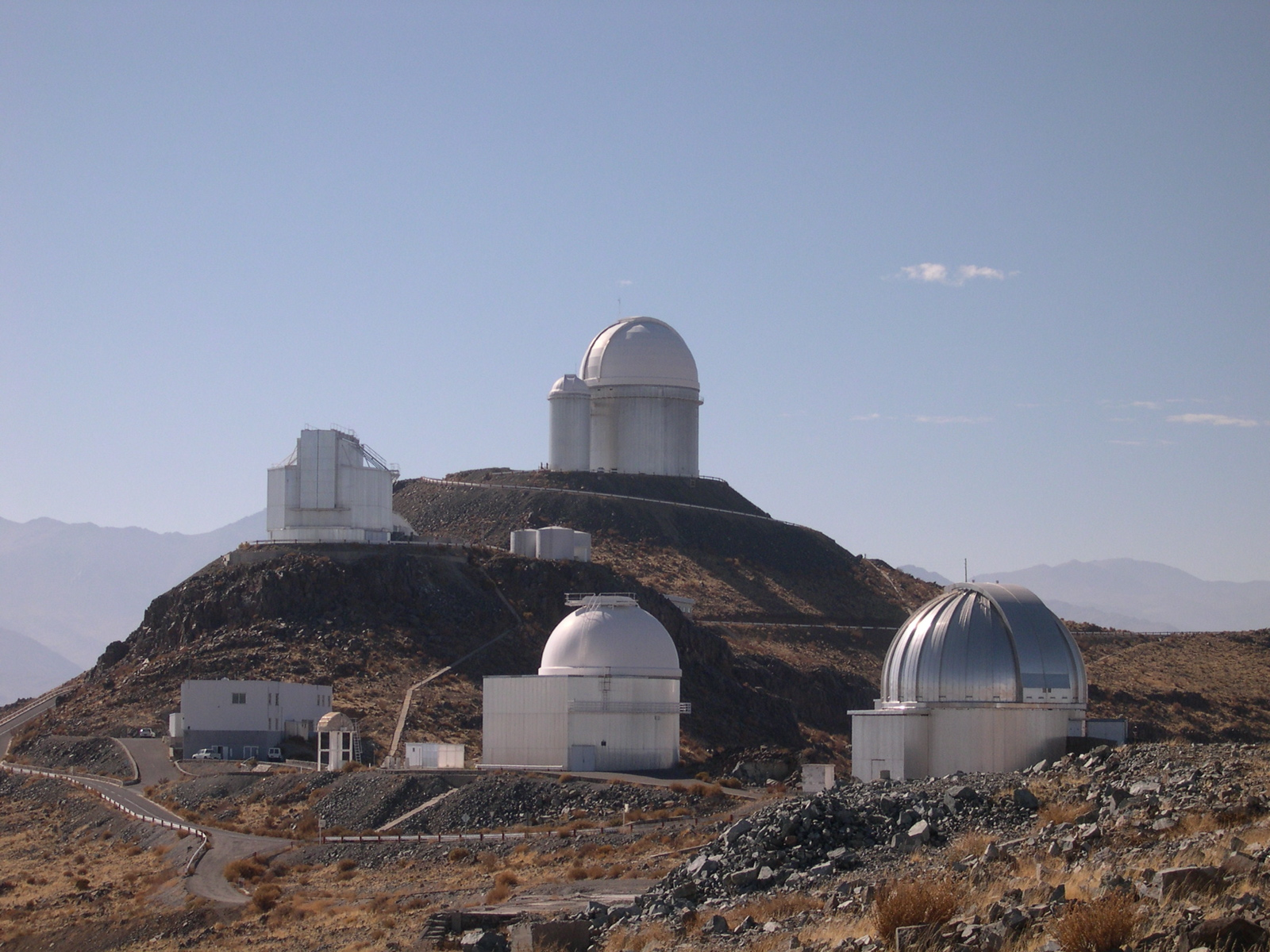
Vier Teleskope auf La Silla, von vorne nach hinten: 2,2-m-Schmidt; NTT, 3,6 m

Das La-Silla-Observatorium, etwa 600 Kilometer nördlich von Santiago de Chile auf dem 2400 m hohen Berg La Silla in der Kommune La Higuera gelegen, war das erste Observatorium der Europäischen Südsternwarte (ESO) in Chile, zu dem inzwischen ein weiteres Observatorium auf dem Cerro Paranal hinzugekommen ist. Der Asteroid (2187) La Silla wurde nach dem Berg benannt.

## Geschichte
Schon vor der offiziellen Gründung der ESO 1962 begann die Suche nach einem vielversprechenden Standort für ein astronomisches Observatorium auf der Südhalbkugel der Erde. Nach anfänglicher Suche in Südwestafrika (heute Namibia) wandte sich aufgrund politischen Drucks das Interesse bald günstigeren Standorten nahe der Küste des nördlichen Chile zu. Schließlich entschied man sich für den etwa 160 km nördlich von La Serena gelegenen Cinchado, nach seiner Form auch La Silla (span. der Sattel) genannt, als Standort der ESO-Sternwarte. 1969 wurde die Sternwarte auf La Silla eröffnet.

## Gegenwart
La Silla beherbergt viele Teleskope, die zum Teil von der ESO selbst, zum Teil von anderen Instituten und Universitäten betrieben wurden und werden. Viele kleinere Teleskope sind inzwischen stillgelegt worden, La Silla spielt aber auch im Zeitalter des Very Large Telescope des Paranal-Observatoriums der ESO noch eine wichtige Rolle.
| Teleskop                          | Durchmesser                    | Art                                                                   | Bemerkungen |
| --------------------------------- | ------------------------------ | --------------------------------------------------------------------- | --- |
| ESO 3,6 m                         | 3,6 m                          | optisch/Infrarot                                                      | ESO, seit 1976 (seit 2003 mit dem HARPS ausgerüstet)                                                                                           |
| New Technology Telescope NTT      | 3,5 m                          | optisch/Infrarot                                                      | ESO, seit 1989 |
| MPG/ESO 2,2 m                     | 2,2 m                          | optisch/Infrarot                                                      | Leihgabe der MPG, seit 1984 |
| Danish 1,5 m                      | 1,5 m                          |                                                                       | Dänemark, 1979 |
| Leonhard-Euler-Teleskop           | 1,2 m                          | Suche nach Exoplaneten                                                | Schweiz, seit 1998 |
| Schmidt-Teleskop                  | 1 m                            |                                                                       | ESO, 1971, umgebaut 2009 |
| DENIS                             | 1 m                            | speziell für Himmelsdurchmusterung im Infraroten                      | Frankreich |
| MASCARA Multi-site All-Sky CAmeRA | 5 Kameras mit 24 mm Brennweite | Komplette Himmelsabdeckung mit Weitwinkel-Aufnahmen in kurzem Abstand | seit 2017 |
| BlackGEM                          | 3 × 0,65 m                     | Array von drei Teleskopen, erweiterbar auf 15 Teleskope               | geplante Inbetriebnahme ab 2018, wurde auf 2020 und dann wegen der Coronapandemie auf 2022 verschoben. März 2022: Arbeiten wieder aufgenommen. |
| ExTrA                             | 3 × 0,6 m                      | Suche nach Exoplaneten im Infrarotbereich                             | seit 2017 |
| TBT2                              | 0,56 m                         | Test-Bed Telescope 2 der ESA                                          | 2021 |

| Teleskop                                 | Durchmesser  | Art                                                   | Bemerkungen                          |
| ---------------------------------------- | ------------ | ----------------------------------------------------- | ------------------------------------ |
| ESO 1,52 m                               | 1,52 m       |                                                       | ESO, seit 2002 außer Betrieb         |
| Coudé Auxiliary Telescope CAT            | 1,4 m        | Hilfsteleskop für den Coudéspektrograph des ESO 3,6 m | ESO, seit 2006 im Observatorium Lund |
| ESO 1 m                                  | 1 m          | speziell für Photometrie                              | ESO, zum DENIS umgewidmet            |
| MarLy 1m                                 | 1 m          | EROS-Projekt                                          | Frankreich, außer Betrieb            |
| Dutch 90 cm                              | 0,9 m        |                                                       | Niederlande, 1979, außer Betrieb     |
| Swiss T70                                | 0,7 m        |                                                       | seit Euler 1998 außer Betrieb        |
| Bochum-Teleskop                          | 0,61 m       |                                                       | Univ. Bochum, 1968, außer Betrieb    |
| ESO 50 cm                                | 0,5 m        |                                                       | ESO, 1971, außer Betrieb             |
| Danish 50 cm                             | 0,5 m        |                                                       | Dänemark, 1971, außer Betrieb        |
| Grand Prism Objectif GPO                 | 0,4 (Prisma) |                                                       | ESO, 1968, außer Betrieb             |
| Marseille 40 cm                          | 0,4 m        |                                                       | Frankreich, außer Betrieb            |
| Swedish ESO Submillimeter Telescope SEST | 15 m         | Submillimeter/Millimeter Parabolantenne               | Schweden, ESO, 1987, außer Betrieb   |